# Neuenkirchen (Land Hadeln)
Neuenkirchen is een gemeente in de Duitse deelstaat Nedersaksen. De gemeente maakt deel uit van de samtgemeinde Land Hadeln in het landkreis Cuxhaven. Neuenkirchen telt 1.297 inwoners.

## Kerk

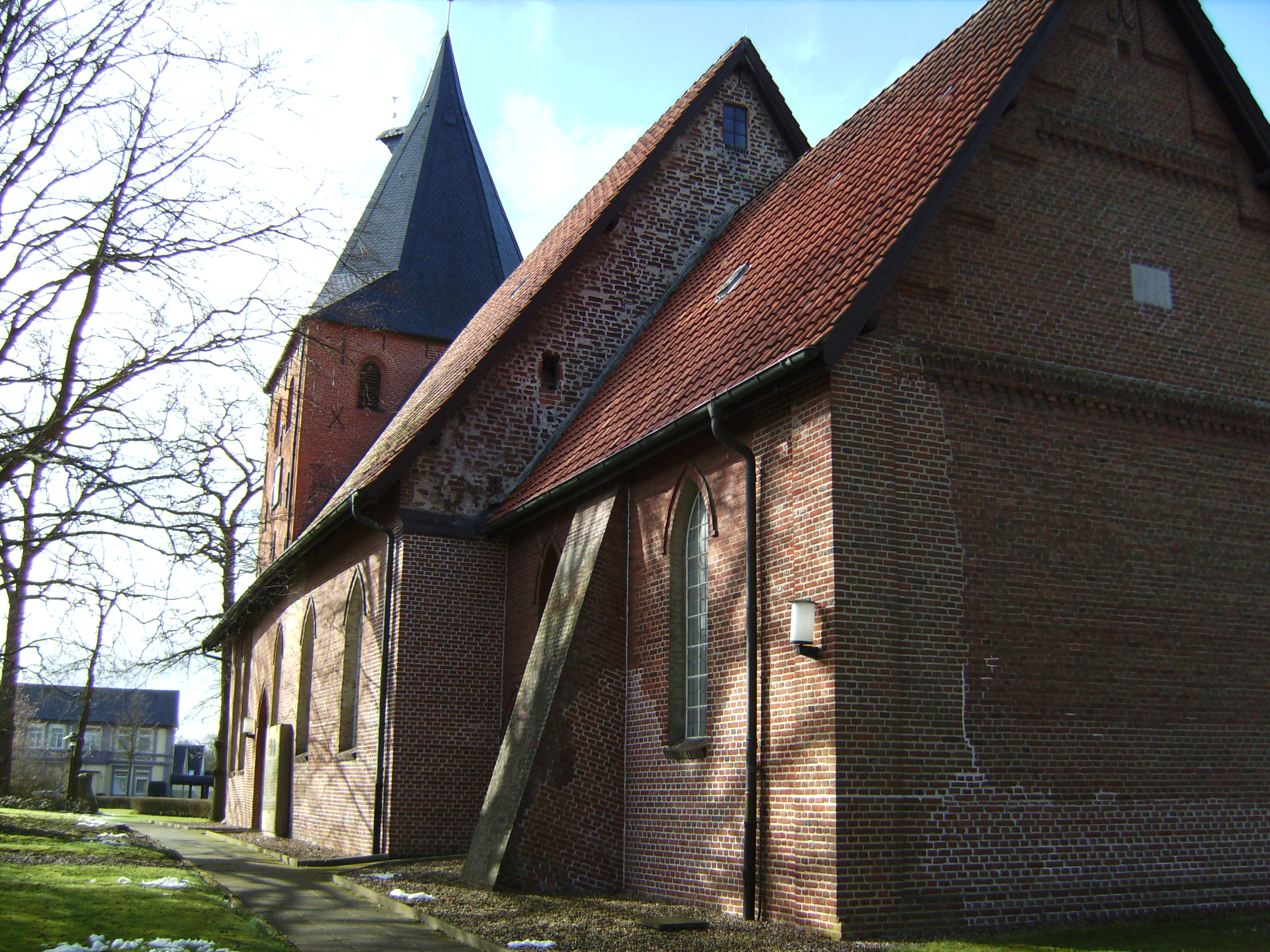

In het dorp staat de St Mariakerk uit de 14e eeuw. De kerk heeft aan de westzijde een zeer forse toren van 35 meter hoogte. In het bakstenen gebouw staat een doopvont dat dateert uit de bouwtijd van de kerk.
- Gemeinsame Normdatei: 4715995-9
- Virtual International Authority File: 234792488